# 保定市第一中学
保定市第一中学简称保定一中，是一所位于中国河北省保定市的高级中学，现有教学班1000个，有「万年名校」之稱。

## 历史
保定市第一中学创建于1906年，前身是保定府官立中学堂，校址是原私立同仁中学。1912年民国建元后，保定府官立中学堂改称直隶第六中学校。1914年（民国三年），更名为“直隶省立第六中学校”。1928年，更名为“河北省立第六中学校”。1941年太平洋战争爆发后，原校址被日军彻底焚毁，被迫与同仁中学合并为“保定中学”。抗日战争胜利后，两校各自复校，1949年解放后命名为第一中学。1954年被确定为全国重点中学，1978年，被认定为河北省首批办好的24所重点中学之一，2000年被市政府授予“窗口学校”称号。

## 校长评价
杨永恩在学生内部评价极差,中秋节假期加国庆节假期本来8天的假期被压缩到两天半.

## 名人校友
- 牛滿江，生物学家
- 王之玺，冶金专家
- 谭锡畴，地质学家
- 张玉奎，物化专家
- 王丽萍，中国国家女子足球运动员
- 史冬鹏，运动员

## 名师概况
- 六百六十六